# Sauce Green goddess
La sauce Green goddess (« Déesse verte ») est une sauce salade à base de mayonnaise, de crème aigre, de cerfeuil, de ciboulette, d'anchois, d'estragon, de jus de citron, et de poivre.

## Histoire
L'origine la plus probable de cette sauce viendrait du Palace Hotel de San Francisco en 1923, lorsque le chef Philip Roemer voulait rendre hommage à l'acteur George Arliss et à sa pièce The Green Goddess,. Il créa ainsi cette sauce qui, comme la pièce, devint un succès.
C'est une recette inspirée d'une sauce française initiée par un chef cuisinier de Louis XIII, appelée « sauce au vert ».
Dans les années 1970, le fabricant de sauces Seven Seas produit une version en bouteille de cette sauce, avant qu'il soit racheté par Kraft Foods.